# 余綺華
余綺華是香港小學教師，自1994年開始任教於於荃灣香港道教聯合會圓玄學院石圍角小學。現時她是該校的常識科主任，也是教育工作人員總工會（教總）會長、國民小先鋒副主席和工聯會成員。
2008年參加2008年立法會選舉教育界功能界別，最終得票2,746落選，輸給當選的教協、民主黨候選人張文光。
2012年7月15日，余綺華在城市論壇中被學民思潮的召集人黃之鋒出言頂撞，她感到侮辱後拍桌。此舉受到網民議論，而她更因此事被香港傳媒關注。

## 城市論壇拍案怒罵事件
城市論壇拍案事件發生於2012年7月15日舉行的城市論壇的尾聲，余綺華指出「回歸16年，國民教育推出給學生是應該的」，又指出如果坊間的教材不足，政府可以外判給大學及社會福利機構。學民思潮召集人黃之鋒聞言舉起《中國模式國情專題教學手冊》，表示「此東西都是由大學所寫的」。余綺華期後解釋「人有好多種，大學教授都有好多意見」。黃之鋒此時向她質詢，因為早前有報道指她有意參選同年9月的立法會教育界功能組別選舉，故此要求她交代立場。余綺華聞言後激動說道：「我想你該先看清楚！如果我真的有報名，你再跟我講好嗎！」並且拍桌。 現場觀眾見狀起哄，黃之鋒其後指出希望老師不要以拍桌的方式來教育他。之後要由在席的另外一名教師吳美蘭打圓場說：「作為老師不要與同學生吵架」，雙方才停火。期後余綺華否認有拍案。
事件後翌日，余綺華接受商業電台《在晴朗的一天出發》電話訪問時再次否認自己曾經拍桌子，說自己只是因為當時不高興而「撳」或「掂」一下桌子。她又澄清自己沒有否認或者承認參選，只是因為那個並非正式場合，才不方便於回應是否參選。